# كاري ستيفنز والتر
كاري ستيفنز والتر (بالإنجليزية: Carrie Stevens Walter)‏ هي كاتِبة ومُدرسة وشاعرة أمريكية، ولدت في 1846 في سافانا في الولايات المتحدة، وتوفيت في 1907.